# Edd the Duck!
Edd the Duck! è un videogioco a piattaforme pubblicato nel 1990 per Commodore 64 e ZX Spectrum e nel 1991 per Amstrad CPC, Amiga e Atari ST. Ha per protagonista l'anatra Edd the Duck, un pupazzo animato della televisione nazionale britannica BBC.
Ebbe un seguito, Edd The Duck 2: Back With A Quack!, che uscì solo per Amiga nel 1993.

## Modalità di gioco
L'aspetto del gioco è simile a quello del più noto Rainbow Islands. Il giocatore controlla Edd attraverso tre gruppi di livelli che rappresentano tre reparti della BBC: previsioni del tempo, effetti speciali e TV dei ragazzi. Il gioco è un platform a scorrimento verticale verso l'alto, ma è possibile anche tornare in basso. Non ci sono scale, per passare alle piattaforme più alte si può soltanto saltare e una volta spiccato un salto non si può cambiare la traiettoria.
Edd perde una vita se tocca una delle tante creature e oggetti animati che si aggirano per gli studi televisivi, ma può difendersi sparando orizzontalmente ai nemici delle palle di neve che li congelano rendendoli temporaneamente immobili e inoffensivi.
Per superare un livello è necessario raccogliere venti stelle sparse per lo schema.